# Der Brandner Kaspar und das ewig’ Leben (Film)
Der Brandner Kaspar und das ewig’ Leben ist eine Aufzeichnung des gleichnamigen Inszenierung von Kurt Wilhelm. Ursprünglich wurde das Stück für das Residenztheater in München inszeniert. Die Handlung basiert auf Franz von Kobells Erzählung Die G’schicht’ von’ Brandner Kasper.

## Handlung
Der Boandlkramer soll den 72-jährigen Brander Kaspar ins Jenseits begleiten. Mit Hilfe von Kirschgeist gelingt es dem Brandner, den Boandlkramer betrunken zu machen und ihm beim Kartenspiel die Zusage abzuringen, ihn erst im Alter von 90 Jahren zu holen.
An seinem 75. Geburtstag stirbt seine Enkelin Marei, als sie den Wilderer Florian, ihrem Geliebten, warnen will. Sie kommt in den bayerischen Himmel.
Dem Brandner gefällt sein Leben seitdem nicht mehr. Der Boandlkramer bietet ihm an, den Himmel auf Probe zu besuchen.
Der Portner trägt die Sache vor die Heiligste Dreifaltigkeit, die dem Brandner Gnade gewährt.

## Ausstrahlung
Die Erstausstrahlung fand am 24. Dezember 1975 statt. Bis 2015 wurde der Film jährlich an Allerheiligen ausgestrahlt. Lediglich 2006 wurde eine Aufnahme der Neuinszenierung des Münchner Volkstheaters von 2005 ausgestrahlt. Aufgrund zahlreicher Zuschauerreaktionen entschloss man sich ab 2007, wieder die Aufzeichnung von 1975 zu senden. Diese wurde zwischenzeitlich (2019) auf das Bildformat 16:9 konvertiert; eine Farbkorrektur (zur Beseitigung unvermeidlicher Alterungseffekte der ursprünglich analogen Bandaufzeichnung) erfolgte allerdings nicht. Nach 2015 wurde der Film einige weitere Male an Allerheiligen im Bayerischen Fernsehen gezeigt, allerdings nicht mehr regelmäßig jedes Jahr.